# Сеоска кућа у Змајеву
Сеоска кућа у Змајеву, у улици Лењинова бр. 68, припада типу сеоских стамбених објеката карактеристичних за подручје Бачке 19. века. Представља непокретно културно добро као споменик културе Републике Србије.

## Опште информације
Сеоска кућа у Змајеву се налази на адреси Лењинова бр. 68. Саграђена је половином 19. века од набоја. Има двосливан кров покривен трском са слободно препуштеном стрехом дуж дворишне стране. Начином градње, материјалом и изгледом она представља типичну сеоску војвођанску кућу за време свог настанка.
Уписан је у регистар Завода за заштиту споменика културе Војводине 1998. године.